# Liste der Baudenkmäler in Langenmosen
Auf dieser Seite sind die Baudenkmäler in der oberbayerischen Gemeinde Langenmosen zusammengestellt. Diese Tabelle ist eine Teilliste der Liste der Baudenkmäler in Bayern. Grundlage ist die Bayerische Denkmalliste, die auf Basis des Bayerischen Denkmalschutzgesetzes vom 1. Oktober 1973 erstmals erstellt wurde und seither durch das Bayerische Landesamt für Denkmalpflege geführt wird. Die folgenden Angaben ersetzen nicht die rechtsverbindliche Auskunft der Denkmalschutzbehörde.

## Baudenkmäler nach Ortsteilen

### Langenmosen
| Lage                                    | Objekt            | Beschreibung | Akten-Nr.             | Bild           |
| --------------------------------------- | ----------------- | --- | --------------------- | -------------- |
| Berg im Gauer Straße 1 (Standort)       | Schulhaus         | Zweigeschossiger langgestreckter Satteldachbau, bezeichnet mit dem Jahr 1853; an der Südseite Haustafel mit Jahrzahl 1556, an der Ostseite Haustafel um 1853. | D-1-85-143-3          | Schulhaus      |
| Nähe Schrobenhausener Straße (Standort) | Kapellenbildstock | 18./19. Jahrhundert; an der Straße nach Schrobenhausen, am Nordrand des Jahrholzes. | D-1-85-143-9          | BW             |
| St.-Andreas-Straße 14 (Standort)        | St. Andreas       | Katholische Pfarrkirche, Saalkirche, Turm bezeichnet mit dem Jahr 1354 und Kern des Chores gotisch, Langhausneubau von Franz Anton Kirchgrabner, vor 1780; mit Ausstattung; – Gedächtniskapelle, offener Satteldachbau mit Treppengiebel, Ende 19. Jahrhundert; im Friedhof. | D-1-85-143-1 Wikidata | weitere Bilder |
| Von-Mergenthal-Straße 4 (Standort)      | Straßenkapelle    | Kleiner Satteldachbau, bezeichnet mit dem Jahr 1838 (Glasfenster); an der Schrobenhausener Straße. | D-1-85-143-7          | BW             |

### Grabmühle
| Lage                      | Objekt     | Beschreibung                                                                                    | Akten-Nr.     | Bild       |
| ------------------------- | ---------- | ----------------------------------------------------------------------------------------------- | ------------- | ---------- |
| Nähe Grabmühle (Standort) | Hofkapelle | Stattliche neuromanische Kapelle mit Dachreiter, bezeichnet mit dem Jahr 1841; mit Ausstattung. | D-1-85-143-10 | Hofkapelle |

### Malzhausen
| Lage                             | Objekt      | Beschreibung                                | Akten-Nr.     | Bild        |
| -------------------------------- | ----------- | ------------------------------------------- | ------------- | ----------- |
| Malzhausen Ortsstraße (Standort) | Ortskapelle | Kleiner Satteldachbau, 19./20. Jahrhundert. | D-1-85-143-11 | Ortskapelle |